# دیوید چو
دیوید چو (انگلیسی: David Chu؛ زادهٔ ۱۹۵۵ (۶۹–۷۰ سال)) کارآفرین اهل تایوان است، که در سال ۱۹۸۳ شرکت ناتیکا را تأسیس کرد.